# فيل هيل
فيل هيل (بالإنجليزية: Phil Hill)‏ مواليد 20 أبريل 1927 في ميامي، فلوريدا، الولايات المتحدة، كان سائق فورملا 1 أمريكي سابق بدأ مسيرته الاحترافية سنة 1953. حائز على بطولة العالم للفورملا 1. كان أول سباق له هو جائزة فرنسا الكبرى 1958، حقق أول فوز له في جائزة إيطاليا الكبرى 1960. خاض خلال مسيرته 51 سباقاً فاز في 3 منها.

## سباقات شارك فيها
- لو مان 24 ساعة
- بطولة العالم للسيارات الرياضية

## بطولات حققها
- بطولة العالم للفورمولا 1
- جائزة إيطاليا الكبرى 1960
- جائزة إيطاليا الكبرى 1961

## روابط خارجية
- فيل هيل على موقع IMDb (الإنجليزية)
- فيل هيل على موقع الموسوعة البريطانية (الإنجليزية)
- فيل هيل على موقع Racing-Reference.info (الإنجليزية)
- فيل هيل على موقع DriverDB.com (الإنجليزية)
- فيل هيل على موقع eWRC-results.com (الإنجليزية)